# Кауен (Західна Вірджинія)
Кауен (англ. Cowen) — місто (англ. town) в США, в окрузі Вебстер штату Західна Вірджинія. Населення — 487 осіб (2020).

## Географія
Кауен розташований за координатами 38°24′38″ пн. ш. 80°33′14″ зх. д. / 38.41056° пн. ш. 80.55389° зх. д. (38.410576, -80.553859).  За даними Бюро перепису населення США в 2010 році місто мало площу 1,63 км², з яких 1,63 км² — суходіл та 0,00 км² — водойми.

## Демографія
Згідно з переписом 2010 року, у місті мешкала 541 особа в 230 домогосподарствах у складі 156 родин. Густота населення становила 332 особи/км².  Було 275 помешкань (169/км²).
Расовий склад населення:
| - 98,3 % — білих - 0,2 % — корінних американців |

До двох чи більше рас належало 1,5 %. Частка іспаномовних становила 0,0 % від усіх жителів.
За віковим діапазоном населення розподілялося таким чином: 21,8 % — особи молодші 18 років, 57,1 % — особи у віці 18—64 років, 21,1 % — особи у віці 65 років та старші. Медіана віку мешканця становила 41,7 року. На 100 осіб жіночої статі у місті припадало 92,5 чоловіків;  на 100 жінок у віці від 18 років та старших — 90,5 чоловіків також старших 18 років.
Середній дохід на одне домашнє господарство  становив 39 641 долар США (медіана — 35 240), а середній дохід на одну сім'ю — 44 304 долари (медіана — 36 953). Медіана доходів становила 43 750 доларів для чоловіків та 21 250 доларів для жінок. За межею бідності перебувало 24,1 % осіб, у тому числі 20,9 % дітей у віці до 18 років та 8,9 % осіб у віці 65 років та старших.
Цивільне працевлаштоване населення становило 167 осіб. Основні галузі зайнятості: освіта, охорона здоров'я та соціальна допомога — 20,4 %, сільське господарство, лісництво, риболовля — 19,8 %, виробництво — 10,8 %, оптова торгівля — 9,6 %.